# Deutsche Tamoil
Deutsche Tamoil GmbH (tidligere Hermann Eggert Mineralöle) med hovedsæde i Hamborg er det tyske datterselskab af den libyske Tamoil-koncern. Selskabet driver et raffinaderi i Hamburg-Harburg og under varemærkerne Tamoil og HEM (Hamburg Eggert Mineralöle) et tankstationsnet.

## Historie
Familiefirmaet blev grundlagt den 1. april 1925 under firmaet Herrmann Eggert Kohlenhandelsgesellschaft. Efter at fyringsolie fra 1954 blev en del af sortimentet, blev firmaet omdøbt til først Hermann Eggert Mineralölvertrieb GmbH (HEM) og senere til Hamburg Eggert Mineralölhandelsgesellschaft mbH.
I følgetiden påbegyndte man opbygningen af et landsdækkende tankstationsnet. Fra 1982 til 1987 samarbejde man med Elf Mineralöl GmbH. Efterfølgende blev Norddeutsche freie Tankstellen GmbH (NTG) grundlagt i 1989. I 1991 blev der indgået et joint venture med det libyskejede firma Oilinvest International, og HEM blev omdøbt til HEM-Deutsche Tamoil GmbH. I 1993 erhvervede Oilinvest hovedparten af andelen i HEM. Oilinvest overtog firmaet 100 % i slutningen af 1996, og firmanavnet blev ændret til Deutsche Tamoil. Dette firma blev i 1999 integreret i Holborn Investment Co. Ltd., en delkoncern i Oilinvest; derved overgik også raffinaderiet i Hamburg-Hamburg til firmaet. I 2001 trak firmaet sig ud af storhandelskoncernen og begyndte at fokusere på udviklingen af slutforbrugerfirmaet med det mål at udbygge det allerede bestående tankstationsnet yderligere.
Firmaet har siden overtagelsen af Oilinvest kunne udvide tankstationsnettet betydeligt og er ikke længere kun repræsenteret i det oprindelige regionale område, men nu i hele Tyskland.
Tankstationsnettet med ca. 375 tankstationer drives under varemærkerne Tamoil og HEM. Frem til afslutningen af et langvarigt partnerskab i januar 2014 drev Anton Willer Mineralölhandel i Kiel og Schleswig-Holstein til sidst 25 tankstationer under navnet HEM. I august 2015 blev hovedsædet flyttet fra Elmshorn til Hamborg.
|               | 2004  | 2005  | 2006  | 2007  | 2008  | 2009  | 2010  | 2011  | 2012  | 2013  | 2014  | 2015  | 2016  | 2017  | 2018  |
| ------------- | ----- | ----- | ----- | ----- | ----- | ----- | ----- | ----- | ----- | ----- | ----- | ----- | ----- | ----- | ----- |
| Tankstationer | 233   | 256   | 267   | 265   | 363   | 392   | 399   | 393   | 397   | 405   | 395   | 403   | 403   | 408   | 409   |
| Markedsandel  | 2,1 % | 2,3 % | 2,4 % | 2,6 % | 2,9 % | 3,5 % | 3,8 % | 3,8 % | 4,0 % | 4,1 % | 3,9 % | 4,3 % | 4,4 % | 4,3 % | 4,6 % |

## Andre tankstationer i Eggert-koncernen
Under ledelse af familien Eggert opstod i 1995 sideløbende med salget af Hamburg Eggert Mineralöle firmaet HEM Mineralöl AG, som i 1997 blev omdøbt til Eggert Mineraloel AG. Varemærket EM blev indført. I 2001 solgte familien Eggert det meste af deres andel i Eggert Mineraloel og Norddeutsche Tankstellen AG med tankstationerne komplet til Aral.
I februar 2002 overtog Deutsche BP 51 procent af Aral, og fra 1. april 2002 var Aral et 100 % af BP ejet datterselskab. De ledsagende dokumenter fra Bundeskartellamt krævede samtidig salget af en "Nordpaket" med 800 Aral/BP-tankstationer, hvilket også omfattede Eggert Mineraloel og NTG Norddeutschen Tankstellen's tankstationer.
Den 1. marts 2003 erhvervede det polske firma PKN Orlen fra Deutsche BP den såkaldte Nordpaket inklusiv de tidligere EM-tankstationer og omskiltede tankstationsnettet med 500 stationer til varemærkerne "Orlen" og "Star".